# Maksim Iglinskij
Maksim Iglinskij (ryska: Максим Иглинский), född 18 april 1981 i Astana, är en rysk-kazakisk professionell tävlingscyklist. Han tävlar sedan 2007 för det Kazakstan-baserade cykelstallet Astana Team.

## Karriär
Iglinskij tävlade under 2004 med det kazakiska stallet Capec och året därpå flyttade han till Europa för att bli professionell med Domina Vacanze. När laget lade ner tog Team Milram över hans kontrakt.
2005 vann Iglinskij en etapp på Tyskland runt. Samma år vann han också GP Cittá di Camaiore framför bland annat Franco Pellizotti och Rinaldo Nocentini. Under säsongen 2006 blev Iglinskij kazakisk nationsmästare i tempolopp. 2007 vann Iglinskij etapp sex på Critérium du Dauphiné Libéré. Samma år blev han också kazakisk nationsmästare på landsväg. Han slutade trea på etapp 1 under både Katalonien runt och Polen runt.
Under säsongen 2008 vann Iglinskij bergstävlingen i Schweiz runt. Under säsongen vann han också etapp 1 av Romandiet runt. Iglinskij deltog i de Olympiska sommarspelen 2008.
Maksim Iglinskij tog hem tredje platsen på E3 Prijs Vlaanderen 2009 bakom spurtarna Filippo Pozzato och Tom Boonen. I juni 2009 slutade kazaken på andra plats på etapp 4 av Schweiz runt bakom Matti Breschel. Han slutade också på andra plats på tävlingens bergstävling bakom tysken Tony Martin. I mitten av september slutade Iglinskij på femte plats på etapp 15 av Vuelta a España 2009 bakom Lars Boom, David Herrero, Dominik Roels och Leonardo Fabio Duque.
2010 vann han endagstävlingen Monte Paschi Eroica före svensken Thomas Lövkvist.
2012 vann Iglinskij sin hittills största seger när han vann endagsklassikern Liège-Bastogne-Liège.

## Privatliv
Maksim Iglinskij Är äldre bror till den kazakiske cyklisten Valentin Iglinskij.

## Meriter
2002
Etapp 2, Tour of China
Vuelta a la Independencia Nacional
Etapp 8A, Vuelta a la Independencia Nacional
2003
Etapp 3, Tour of Bulgaria
2:a, etapp 3, GP Tell
2:a, etapp 5, FBD Insurance Rás
2:a, Flèche Ardennaise
2004
Etapp 1, Prix de la Slantchev Brjag
Prolog, Tour of Hellas
Vuelta a la Independencia Nacional
2005
GP Cittá di Camaiore
Etapp, Tyskland runt
2:a, Kazakiska nationsmästarskapen - tempolopp
2006
 Nationsmästerskapens tempolopp
3:a, Kazakiska nationsmästarskapen - linjelopp
2007
Etapp 6, Critérium du Dauphiné Libéré
 Nationsmästerskapens linjelopp
3:a, etapp 1, Katalonien runt
3:a, etapp 1, Polen runt
2008
Etapp 1, Romandiet runt
Bergstävlingen, Schweiz runt
2009
2:a, etapp 4, Schweiz runt
2:a, Bergstävling, Schweiz runt
2010
1:a, Monte Paschi Eroica
2012
1:a, Liège-Bastogne-Liège

## Stall
- Capec (amatör) 2004
- Domina Vacanze 2005
- Team Milram 2006
- Astana Team 2007–